# Claude Rains

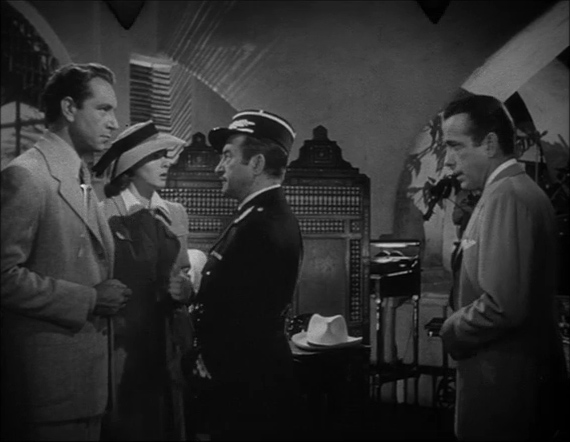
Claude Rains (centro) como el capitán Louis Renault en Casablanca.

William Claude Rains (Londres, 10 de noviembre de 1889 - Laconia, del Nuevo Hampshire, 30 de mayo de 1967) fue un actor británico, recordado por sus papeles secundarios en varias películas del Hollywood clásico, como Casablanca y Lawrence de Arabia.

## Vida y carrera
Siendo niño, debutó en el teatro, iniciando una prolífica carrera que lo convertiría en uno de los mejores actores de carácter del cine y en un prestigioso actor teatral, superando algunos problemas de dicción que tenía desde niño, como recuerda su hija en la biografía que sobre él escribieron John T. Soister y Joanna Wioskowski. Durante la Primera Guerra Mundial, perdió la visión de un ojo, pero pronto se reincorporó a su labor en los escenarios y trabajó como profesor en la Real Academia de Arte Dramático (RADA), en donde tuvo como alumnos a Laurence Olivier y Vivien Leigh. Allí conoció a la que sería una de sus muchas esposas, la actriz Isabel Jeans. 
Mientras actuaba en el teatro, un cazatalentos de la productora Universal, le propuso interpretar la que sería su segunda película, tras una incursión en 1920, en una oscura película muda británica. Se trataba de El hombre invisible (1933), en donde interpretó magistralmente al personaje del título, apoyándose en su voz, pues su rostro tan sólo se ve unos segundos al final de la película. Desde este momento, desarrolla su carrera en el cine estadounidense, ciudadanía que obtendría en el año 1939. 
De sus interpretaciones quizá la más recordada sea en el clásico Casablanca, donde hace el papel del cínico prefecto de policía Louis Renault, que interpreta de forma irónica y permite que se acabe apreciando al personaje, que se redime en uno de los finales más comentados del cine, caminando junto a Humphrey Bogart bajo la niebla. 
También su trabajo en otras películas es digno de elogio. En 1938, apareció junto a Errol Flynn en el clásico de aventuras, Robín de los bosques en el papel del usurpador Juan sin Tierra. En 1939, interpretó a un senador corrupto en el clásico de Frank Capra Caballero sin espada, y en 1946, apareció en uno de sus mejores papeles en la película de Alfred Hitchcock Encadenados, donde está magistral encarnando a un nazi, que tendrá un patético final, junto a actores de la talla de Cary Grant e Ingrid Bergman. En 1944, interpretó el papel protagonista en la película El señor Skeffington junto a la mítica y excelentísima actriz Bette Davis. También participó en otras películas de la actriz, haciendo el papel de amante, amigo y doctor familiar. En 1945 fue nuevamente protagonista en César y Cleopatra junto a Vivien Leigh, aunque la película no obtuvo el éxito esperado. Pese a todo fue el primer actor en cobrar un millón de dólares por película.
Como sucedió con otros actores de carácter, estuvo nominado cuatro veces a los Óscar, pero nunca lo obtuvo. 
Se despidió del cine, en The Greatest Story Ever Told interpretando al príncipe Herodes. 
Podemos considerar a Claude Rains como el paradigma de los llamados actores secundarios de los que a menudo se recuerda su rostro pero no su nombre, interpretando papeles en los que parecía ser el protagonista, incluso aunque sólo apareciera unos minutos en pantalla. 
El actor falleció en Laconia, en su casa de Nuevo Hampshire, Estados Unidos, el 30 de mayo de 1967 a causa de una hemorragia intestinal.

## Películas
- El hombre invisible (1933)
- The Clairvoyant, de Maurice Elvey (1934)
- The Last Outpost (1935)
- The Adventures of Robin Hood (1938)
- Mr. Smith Goes to Washington (1939)
- El hombre lobo (1941)
- Here Comes Mr. Jordan (1941)
- La extraña pasajera (1942)
- Casablanca (1942)
- Kings Row (1942)
- El fantasma de la ópera (1943)
- El señor Skeffington (1944)
- Notorious (1946)
- El Diablo y yo (1946)
- Engaño (1946)
- Amigos apasionados (1949)
- El flautista de Hamelin (1957)
- Il pianeta degli uomini spenti, de Antonio Margheriti (El planeta de los hombres verdes, 1961)
- Lawrence de Arabia (1962)
- The Greatest Story Ever Told (1966)

## Teatro
- Night of the Auk (1956)
- The Confidential Clerk (1954)
- Darkness at Noon (1951)
- They Shall Not Die ( 1934)
- American Dream (1933)
- The Good Earth (1932)
- The Man Who Reclaimed His Head (1932)
- Too True to Be Good (1932)
- The Moon in the Yellow River (1932)
- He (1931)
- Miracle at Verdun (1931)
- The Apple Cart (1930)
- The Game of Love and Death (1930)
- Karl and Anna (1929)
- The Camel Through the Needle's Eye (1929)
- Out of the Sea (1927)
- Lally (1927)
- The Constant Nymph (1926)

## Premios y distinciones
Premios Óscar
| Año  | Categoría              | Película             | Resultado |
| ---- | ---------------------- | -------------------- | --------- |
| 1940 | Mejor actor de reparto | Caballero sin espada | Nominado  |
| 1944 | Mejor Actor de Reparto | Casablanca           | Nominado  |
| 1945 | Mejor actor de reparto | El señor Skeffington | Nominado  |
| 1947 | Mejor actor de reparto | Encadenados          | Nominado  |